# Дацюк, Владислав Владимирович
Владислав Владимирович Дацюк (укр. Дацюк Владислав Володимирович; род. 1 января 1937, село Добрин, Изяславский район, Хмельницкая область, УССР, СССР) — украинский юрист, II-й Генеральный прокурор Украины (1993—1995).

## Биография
В 1962 году окончил Харьковский юридический институт.
Работал в органах прокуратуры Закарпатской и Хмельницкой областей: следователь, помощник прокурора, прокурор района и города. Прокурор Хмельницкой (1980—1987), Черниговской (1987—1988) и Одесской (1988—1992) областей. В 1992 году назначен заместителем Генерального прокурора Украины. В 1993—1995 годах — Генеральный прокурор Украины.
В течение 1995—1996 годов — заместитель председателя Координационного комитета по борьбе с коррупцией и организованной преступностью.
В 1996—1998 годах — заместитель Южноукраинского транспортного прокурора.